# Undead Corporation
Undead Corporation ist eine 2010 gegründete japanische Melodic-Death-Metal-/Extreme-Metal-Band aus Tokio.

## Geschichte
Undead Corporation wurde im Jahr 2010 von dem Musiker-Duo Kensuke „Shacho“ Matsuyama und Hirano „Shiren“ Yukimura von Unlucky Morpheus in der japanischen Hauptstadt Tokio gegründet. Letzterer wurde im Jahr 2012 durch das Sänger-Duo Akemi und Kobuta Dōgen ersetzt. Im selben Jahr erschien die EP O.D., ehe 2015 das Album Flash Back folgte. 2017 wurde mit Antidote das dritte Album der Band veröffentlicht. Die beiden Alben Flash Back und No Antidote schafften eine Notierung in den heimischen Albumcharts. Eine 2017 herausgegebene DVD konnte sich ebenfalls in der Bestenliste platzieren.
Zwischen 2010 und 2016 produzierte die Band 14 Alben und zwei EPs, die durch das Touhou Project und KanColle inspiriert wurden, wodurch Undead Corporation einen gewissen Bekanntheitsgrad in der Gamer- und Otaku-Szene erreichen konnte. Am 9. Oktober 2015 spielte die Gruppe ihr allererstes Konzert außerhalb Japans, welches in Hannover stattfand.
Im März 2019 gründete Kensuke Matsuyama mit Devil Within eine neue Band in der auch Schlagzeuger YU-TO aktiv ist. Die Gruppe veröffentlichte im April gleichen Jahres ihr Debütalbum Dark Supremacy.
Am 8. Juni 2022 veröffentlichte Undead Corporation ihr Album J.O.I.N.T., auf welchem Skindred-Sänger Benji Webbe und Chelsea-Grin-Frontmann Tom Barber sowie die japanische Extreme-Metal-Band Hone Your Sense als Gastmusiker zu hören sind. J.O.I.N.T. stieg auf Platz 89 der japanischen Musikcharts ein.

## Musik
In einem 2015 geführten Interview mit JaME-World erklärte Kensuke Matsuyama, dass die Musik der unter anderem vom Melodic Death Metal beeinflusst werde und nannte unter anderem In Flames und Soilwork als persönliche Referenzen. Das 2015 veröffentlichte Album Flash Back weise hingegen mehr Einflüsse des Groove Metal auf und nannte Gruppen wie Machine Head, Pantera, Sepultura und Metallica aber auch Melodic-Rock-Gruppen wie Sum 41 und Hoobastank als musikalische Referenzen.

## Diskografie
- 2010: Gensō Sato Kara Chō Kōtetsu Omo Tei Bakuon (Album, Selbstverlag)
- 2010: Mangetsu No Yoru Ni Chōsenritsuteki Jūtei Bakuon (Album, Selbstverlag)
- 2010: Gokutetsu (Album, Selbstverlag)
- 2011: Oni Togezōshi (Album, Selbstverlag)
- 2011: Rare Tracks (EP, Selbstverlag)
- 2011: Watashi Wa Mō Shindeiru? (Album, Selbstverlag)
- 2011: Ichigeki (Album, Selbstverlag)
- 2012: Benisome No Oni Ga Naku (Album, Selbstverlag)
- 2012: O.D. (EP, Selbstverlag)
- 2012: Parallelism • γ (Album, Selbstverlag)
- 2013: Bōkun (Album, Selbstverlag)
- 2014: Shinsoku (Album, Selbstverlag)
- 2014: Tsuhamono (Mini-Album, Selbstverlag)
- 2015: Shunsatsu (Album, Selbstverlag)
- 2015: Flash Back (Album, Selbstverlag)
- 2015: Metta Ki (EP, Selbstverlag)
- 2015: Otoko (Album, Selbstverlag)
- 2016: Tamashii (Album, Selbstverlag)
- 2017: Live 2017 (Live-DVD, Selbstverlag)
- 2017: No Antidote (Album, Selbstverlag)
- 2017: Kabukimono (Mini-Album, Selbstverlag)
- 2020: Fake (Single, Selbstverlag)
- 2022: J.O.I.N.T. (Album, Selbstverlag)